# Чекрыгин, Эдуард Викторович
Эдуард Викторович Чекрыгин (07.05.1936, Таганрог — 27.10.2006, там же) — российский инженер, учёный, изобретатель, лауреат Государственной премии СССР (1988).
Окончил Таганрогский радиотехнический институт (1959).
С 1959 г. работал в Таганрогском НИИ связи: инженер, начальник лаборатории (1962), начальник отдела, главный инженер (1974), с 1988 г. директор.
Главный конструктор и научный руководитель нескольких НИОКР.
Кандидат технических наук (1973), старший научный сотрудник (1990).
Лауреат Государственной премии СССР (1988). Почётный радист СССР, заслуженный изобретатель РФ (1992).
Награждён орденами «Знак Почёта» (1971), Трудового Красного Знамени (1976), Дружбы (1996) и 3 медалями.
На фасаде здания Таганрогского научно-исследовательского института связи по адресу: г. Таганрог, ул. Седова, 3 в его честь установлена мемориальная доска (2014).